# Всеукраїнська літературна премія імені Михайла Коцюбинського
 Всеукраїнська літературна премія імені Михайла Коцюбинського  — премія українським літераторам за високохудожні доробки, що звеличують гуманістичні ідеали. Започаткована 1981 року у Вінниці.

## Історія
Започаткована у 1981 році вінницькою обласною організацією «Товариство книголюбів». З 1992 року премія набуває статусу всеукраїнської. До попереднього засновника додались бюро пропаганди Спілки письменників України, управління культури Вінницької обласної державної адміністрації, Вінницький обком профспілки працівників культури, Вінницьке обласне відділення Українського фонду культури. З 2021 року премія вручається у п'яти номінаціях — «Художня проза», «Поезія», «Науково-популярна література», «Дитяча література», «Художній переклад». Призовий фонд — 150 тисяч гривень.

## Вимоги до номінантів
|                                                    | На здобуття премії можуть претендувати високохудожні романи, повісті, книги оповідань, новел, поетичні збірки, літературознавчі, критичні і публіцистичні праці, в яких відображено гуманістичні ідеали, звеличено красу природи і людських помислів та діянь, одвічне прагнення народу до незалежності, свободи, духовного розквіту і які опубліковані протягом останніх трьох років. |
| — З Положення про премію ім. Михайла Коцюбинського | |

## Алгоритм присудження
Як правило, кандидатів на здобуття премії можуть висувати творчі спілки, організації, установи, навчальні заклади, редакції газет і журналів, громадські об'єднання. Подання, що містить коротку характеристику твору і відомості про автора, скріплюються печаткою установи, яка висуває кандидата. До цього додаються 3 примірники творів, виданих друком за останні три роки.
Термін подання документів з 1 травня до 15 липня на адресу Вінницької обласної організації НСПУ — вул. Соборна, 72, оф. 315, Вінниця, 21050.
Присудження премії відбувається внаслідок таємного голосування членів журі. Вручення премії відбувається під час проведення традиційних днів М. Коцюбинського на Вінниччині у день його народження — 17 вересня.

## Лауреати[5]
Див. також: Категорія:Лауреати літературної премії імені Михайла Коцюбинського

### 1980-і
1981
- Бортняк Анатолій Агафонович за книги сатири та гумору «Бажаю усміху!» (1981) та «Майте на увазі» (1981).

1982
- Дереч Дмитро Григорович за книгу оповідань «Дві зустрічі» (1982).

1983
- Усач Григорій Давидович за створення п'єс для театрів ляльок, а також за твори для дітей та юнацтва.[6]

1984
- Каменюк Михайло Феодосійович за збірку поезій «Прямовисний вітер» (1984).

1985
- Тимчук Віктор Мефодійович за книгу пригодницьких повістей «Знайти та затримати» (1984).

1986
- Кобець Василь Дмитрович за книгу лірики «Свято нашої зустрічі» (1986) та роман «Юрський горизонт» (1985).[7]

1989
- Стрельбицький Михайло Петрович за монографію "Проза монументального історизму: доробок Олеся Гончара (1988) та збірку віршів та поем «Сторожовий вогонь» (1988).

### 1990-і
1993
- Борщевський Василь Митрофанович (посмертно) за активну пропаганду творчості М. М. Коцюбинського та посібник для вчителів «Вивчення творчості Михайла Коцюбинського в школі» (1975);
- Потупейко Михайло Миколайович за роман-трагедію «У лабетах смерті» (1993).[8]

1994
- Рябий Микола Олександрович за роман «Ще не вмерла Україна» (1994);
- Гудима Андрій Дмитрович за роман у віршах «Устим Кармалюк» (1992).[9]

1997
- Волошенюк Іван Степанович за книгу роздумів та публіцистики «Алло! Пришліть кореспондента» (1997) та книгу оповідань та повістей «Дорога через тишу» (1990).[10]

1998
- Коцюбинська Михайлина Хомівна за літературні праці, розвідки та публіцистичні твори.

1999
- Поклад Наталія Іванівна за збірки лірики «Ритуальний танець волі» (1994) та «Горить свіча у чорних водах» (1996), літературні праці, розвідки та публіцистичні твори.
- Кузьменко Володимир Данилович за роман «Ти є на світі» (1989).[11]

### 2000-і
2000
- Пастушенко Леонід Трохимович за роман та есе «Покута» (2000);[12]
- Сторожук Валентина Петрівна за збірку поезій «Пам'ять шипшини» (1999).[13]

2002
- Лазаренко Валерій Іванович за збірки віршів «Благослови мене» (2002) та «Твоя таємниця» (2001);
- Яковенко Тетяна Василівна за книгу лірики «Спокуса сповіді» (2001).

2003
- Звірик Анатолій Петрович за збірку віршів «Доля» (2003);
- Прилипко Володимир Петрович за книгу лірики «Зелене сонце» (2002).[14]

2004
- Подолинний Анатолій Мусійович за укладання поетичної антології Вінниччини «Стоголосся» (2002).

2005
- Рабенчук Володимир Семенович за книгу вибраного «Мріяння зорі» (2004).

2006
- Мельник Віктор Іванович за збірку інтимної лірики «Вибрані ночі» (2006).

2007
- Перебийніс Петро Мойсейович за ліричну дилогію «Чотири вежі» (2004).[15]

2008
- Гнатюк Ніна Юхимівна за книгу віршів різних років «Вересневі багаття» (2007).[16]

2009
- Зарицький Петро Анатолійович за книги поем та віршів «Білий димар» (2007) та «Діти чорноземів» (2008).[16]

### 2010-і
2010
- Тарнашинська Людмила Броніславівна за книгу новел, оповідань, маленьких повістей «Парасоля на кожен зонт» (2008).[17]

2011
- Чорногуз Олег Федорович за сатиричні романи «Золотий Скарабей» (2007) та «Примхи долі» (2007).[18]

2012
- Борецький Віталій Васильович за збірку поезій «Гербарій янголів» (2009).[19]

2013
- Гарвасюк Василь Юрійович за книгу вибраного «Вішневий рід» (2013).[20]

2014
- Вітковський Вадим Миколайович за книгу «Повій, вітре… або Тіні незабутих предків»: Історія села Борівки Чернівецького району Вінницької області (2013).[21]

2015
- Шалак Оксана Іванівна за монографію «Український фольклор Поділля в записах і дослідженнях XIX — початку XX століття» (2014) та збірку лірики «Молитва про сад» (2012).[22]

2016
- Куцевол Ольга Миколаївна за посібник «Вивчення життя і творчості Михайла Коцюбинського через рецепцію літературних і літературно-документальних джерел» (2016).[23]

2017
- Татчин Сергій Олександрович за збірку вибраної лірики «Пташка» (2016);
- Доляк Наталія Юріївна за роман «Загублений між війнами» (2015).[24]

2018
- Осадко Ганна Володимирівна за збірку вибраної лірики «Жити просто» (2017);
- Скорук Петро Михайлович за краєзнавчу збірку «Могилівчани» (2018).[25]

2019
- Гранецька Вікторія Леонідівна за збірку оповідань «Reality Show/Magic Show» (2019);
- Зелененька Ірина Алімівна за посібник-хрестоматію із вивчення сучасної поезії Поділля «Подільські божичі» (2019);
- Вітенко Олена Андріївна за збірки віршованих творів для дітей: «Роздолля», «Оберу професію» та «Намалюю Україну» (2017—2019).[26].

### 2020-і
2020
- Шкляр Василь Миколайович за роман «Характерник» (2020);
- Любацька Людмила Вікторівна за книгу-дослідження «Каменюк. Post scriptum» (2019);
- Володимир Арєнєв за повість-фентезі «Дитя песиголовців» (2018).[27].

2021
- Чорногуз Ярослав Олегович у номінації «Поезія» за корону сонетів «Світло кохання»;
- Деркач Сергій Володимирович у номінації «Проза» за романи «Мати солдата» та «Дума про добровольця»;
- Стебелєв Андрій Валентинович у номінації «Науково-популярна література» за упорядкування антології «Подільський Краснослов»;
- Людкевич Марія Йосипівна у номінації «Дитяча література» за книжку «Де сховалась таємниця? Вірші, казки, оповідання».[28]

2022
- Кириченко Андрій Степанович у номінації «Художня проза» за збірку новел воєнного часу "Мисливці за градами;
- Мельничук Руслана Русланівна у номінації «Поезія» за збірку інтимної лірики «Кармічна любов»;
- Поліщук Ярослав Олексійович у номінації «Науково-популярна література» за монографію «Краса у дзеркалах буття. Постать М. Коцюбинського в українській літературі»;
- Височанський Олександр Григорович у номінації «Дитяча література» за збірку віршів «Книжечка нова про старі дива»;
- Мартинюк Микола Іванович у номінації «Художній переклад» за переклад з чеської книги Броніслави Волкової «Вітер на колінах».[29]

2023
- Комаровський Володимир Костянтинович у номінації «Художня проза» за збірку оповідань «До берега правди»;
- Крупка Віктор Петрович у номінації «Поезія» за збірку лірики «Сон це»;
- Лагошняк Олександр Яролавович у номінації «Науково-популярна література» за дослідження «Південний Буг: від козацьких переправ до сучасних мостів»;
- у номінації «Дитяча література» лауреата не визначено;
- Ковальчук Інна Георгіївна у номінації «Художній переклад» за переклад з болгарської книг Р. Радкова та В. Ангелової; з македонської антології «Свічадо світу».[30]

2024
- Лікар Дубровський (Київ) у номінації «Художня проза» за роман «Історія, яку варто почути»;
- Броварна Юлія Валентинівна (Вінниця) у номінації «Поезія» за збірку лірики «Сепія»;
- Горлей Володимир Савович (Жмеринка) у номінації «Науково-популярна література» за книгу «Видноколо подільського жайвора» про П. Перебийноса;
- Заржицька Еліна Іванівна (Дніпро) у номінації «Дитяча література» за книгу «Легенди про козаків»;
- Чистяк Дмитро Олександрович (Київ) у номінації «Художній переклад» за книгу вибраних перекладів «Край неогортанний».[31]